# Büttikon
Büttikon (schweizertyska: Büttike) är en ort och kommun i distriktet Bremgarten i kantonen Aargau, Schweiz. Kommunen har 1 144 invånare (2023).